# Filipa Pais
Filipa Pais é uma cantora portuguesa.

## Biografia
Começou como bailarina na Gulbenkian e aos 17 anos esteve três anos em Nova Iorque onde aprendeu as técnicas de Merce Cunnignham e de Marta Graham. De regresso a Lisboa, trabalhou com a coreógrafa Paula Massano.
Ainda muito jovem aparece a cantar no tema "Queda do Império" de Vitorino Salomé. Cantou também com António Emiliano tendo participado na banda sonora da peça "Fausto Fernando Fragmentos". Colaborou ainda com Pedro Ayres Magalhães em dois espectáculos, na Assírio & Alvim e na Feira do Livro, para onde o músico fez cinco canções originais.
Trabalha com os irmãos Salomé no projecto Lua Extravagante que lançam um disco em 1991.
Em 1996 lança o seu primeiro disco a solo: "L'Amar".
Colabora com António Chaínho no tema "Fado da distância" e em "Fado da adiça" incluído na compilação "Onda Sonora: red Hot + Lisbon".
Em 2002 participa na peça "Alma Grande" do grupo de teatro "O Bando" estreada no dia 25 de Maio durante o Festival Cantigas de Maio.
O seu segundo álbum, "À Porta do Mundo", é editado em 2003. No ano seguinte grava o álbum "Estrela" com José Peixoto.
Em 2005 é lançado o disco "Cantos na Maré"  gravado ao vivo em 16 de agosto de 2003 em Pontevedra. Os artistas de Cantos na Maré: Chico César (Brasil), Uxía (Galiza), Filipa Pais (Portugal), Manecas Costa (Guinné Bissau), Xabier Díaz (Galiza), Jon Luz (Cabo Verde), Astra Harris (Moçambique) e Batuko Tabanka (Galiza-Cabo Verde).
Em 2007 participa no disco "Terra do Zeca" do projecto Terra D’Água em homenagem a Zeca Afonso. Em 2010 entra na peça "Vozes de Trabalho" de Tiago Torres da Silva. Ainda em 2010 colabora com Vitorino Salomé e com Francisco Ribeiro e Desiderata A junção do bem.
Com Janita Salomé, Rita Lobo e Yami grava os discos "Muxima" e "Muxima ao vivo" de homenagem à obra do Duo Ouro Negro.
Participa no espectáculo "Memorial" com Carlos Mendes e Fernando Tordo.

## Discografia
Álbuns
- L'Amar (CD, Strauss, 1996)
- À Porta do Mundo (CD, V&A, 2003)
- Estrela (CD, V&A, 2004) - Filipa Pais e José Peixoto

Outras compilações
- Voz & Guitarra - Praia das Lágrimas / Aqui Dentro de Casa
- Onda Sonora: Red Hot + Lisbon (Compilação, Movieplay, 1998)

## Outros projectos
- Lua Extravagante (CD, EMI, 1991) - Lua Extravagante
- Cantos Na Maré (2005) Onde estará o meu amor? / O Altinho / Que Noite Serea [1]
- Muxima : homenagem ao Duo Ouro Negro (CD, Farol, 2010) - com Janita Salomé, Rita Lobo e Yami
- Muxima ao vivo (CD, Farol, 2011) - com Janita Salomé, Rita Lobo e Yami

## Colaborações
- Vitorino Salomé (1983) - Queda do Império
- António Emiliano (1989) - Fausto Fernando Fragmentos
- António Chaínho (1998) - Fado da distância
- Sons da Lusofonia (1998) - Sereia (Nô curti) e Galinhas do mato
- Uxia (2000) - Altinho
- Marenostrum (2001) -
- José Medeiros (2004) - Baleeiro!
- Terra D’Água (2007) - Eu Dizia e Papuça
- Francisco Ribeiro (2010) - Perdoei e Benvindo
- Vitorino Salomé (2010) - Marcha dos combatentes da rotunda
- Júlio Pereira (2010) - Muros De Berlim
- José Medeiros (2011) - Canção de embalar (Feiticeiro do Vento)

## Prémios
- 2004 - Prémio José Afonso